# Il massacro di Fort Apache
Il massacro di Fort Apache (Fort Apache) è un film western del 1948 diretto da John Ford.
La pellicola, che allude alla disfatta del generale Custer nella battaglia del Little Bighorn, è la prima di una trilogia sulla cavalleria girata dal regista, che proseguirà con I cavalieri del Nord Ovest (1949) e Rio Bravo (1950).

## Trama
Stati Uniti. Il colonnello Turner, dopo una gloriosa campagna nella guerra di secessione americana, viene trasferito a Fort Apache, nel West, come comandante. Lo accompagna la giovane figlia Philadelphia. La guarnigione del forte è composta in gran parte da esperti veterani che poco apprezzano il rigido formalismo militare del colonnello, deciso a far parlare di sé e a ricoprirsi di gloria con le sue imprese contro gli indiani Apache.
Tra i giovani ufficiali si distingue il tenente O'Rourke, appena diplomato all'accademia militare di West Point. Suo padre è un sottufficiale, di stanza nello stesso forte, che aveva servito valorosamente nella Brigata Irlandese durante la guerra di secessione ottenendo la Medal of Honor. Il giovane O'Rourke si invaghisce a prima vista di Philadelphia. Ma dopo una rischiosa cavalcata con la ragazza fuori dalle mura del forte, il colonnello Turner gli proibisce di portarla fuori altre volte. Durante la successiva missione di ricognizione, una squadra di soldati riporta al forte il carro militare con le vittime dell'attacco Apache salvandosi a stento da una nuova imboscata degli indiani.
Per scovare i mandanti degli attacchi, i soldati vanno a trovare Silas Meacham, responsabile governativo della riserva indiana apache stabilita in quei dintorni. Meacham sostiene di non sapere chi siano i colpevoli, ma il capitano York lo accusa di aver tradito lo spirito dell'accordo con gli indiani. Sfruttandone il lavoro e riempiendoli d'alcool, Meacham ne ha fatto degli sbandati e ha costretto Cochise a fuggire con i suoi migliori guerrieri oltre il confine del Messico.
York è convinto che riportando Cochise nella riserva si risolverebbe il problema delle scorrerie indiane, ma è necessario offrire a lui e alla sua gente delle condizioni di vita migliori. Il colonnello Turner gli concede di andare in missione esplorativa. Mentre York è in viaggio, il giovane O'Rourke decide di chiedere la mano di Philadelphia al colonnello. Ma questi rifiuta, non ritenendo la famiglia del ragazzo all'altezza del suo rango e decide di far rientrare la figlia a casa, con disappunto di Philadelphia, che ama il ragazzo.
La missione di York ha successo: egli riesce a convincere Cochise a tornare per trattare le condizioni del rientro pacifico nei confini della riserva. Ma il colonnello Turner decide di approfittare del rientro del capo indiano sul suolo americano per affrontarlo in campo aperto. York si oppone: ha dato la sua parola e, mostrando di essere un uomo d'onore, difende strenuamente, contro il suo superiore, il patto stipulato con il capo Apache. Ma il colonnello non vuole sentire ragioni.
Quando le due forze si incontrano, il sovrannumero degli indiani induce per un attimo Turner a trattare con Cochise; ma il suo orgoglio è smisurato e il colloquio finisce con una rottura. Gli Apache decidono dunque di combattere. York tenta di dare consigli a Turner, dissuadendolo dall'attaccare in campo aperto; ma questi lo accusa di codardia e lo solleva dall'incarico, relegandolo nelle retrovie. Gli indiani hanno la meglio e sconfiggono il reggimento di Turner.
York prova a organizzare la difesa nelle retrovie. Quando si vede piombare addosso gli indiani, che hanno già travolto il grosso del reggimento, teme il peggio. Ma Cochise si dimostra clemente e risparmia la vita a lui e ai suoi. Alcuni anni dopo York, promosso colonnello, è al comando del forte. Il giovane O'Rourke e Philadelphia sono sposati e hanno un bimbo. York, di fronte ad alcuni cronisti, tiene alto l'onore del defunto Turner, ma ricorda soprattutto i valorosi soldati che sono morti con lui.

## Accoglienza

### Critica
Secondo Paolo Mereghetti «Ford mostra una certa sensibilità, per l'epoca, nel trattamento degli indiani. Ma il suo elogio dello spirito della cavalleria è meno convincente che nei film successivi». Per il Morandini il film è «delizioso nella descrizione della vita in un forte, dialettico nella contrapposizione ideologica dei vari modi di concepire l'onore, la disciplina e gli altri caratteri della vita militare».